# Hitmixes
Hitmixes ist die zweite Extended Play der US-amerikanischen Sängerin Lady Gaga; sie enthält Remix-Versionen von fünf Titeln ihres ersten Albums The Fame. Erstveröffentlichung war am 25. August 2009. Hitmixes wurde nur in Kanada veröffentlicht.

## Hintergrund und Veröffentlichung
Am 19. August 2008 brachte Gaga ihr Debütalbum The Fame heraus. Daraus veröffentlichte sie fünf Singles: „Just Dance“, „Poker Face“, „LoveGame“, „Paparazzi“ und „Eh, Eh (Nothing Else I Can Say)“, wobei letzteres nicht in Nordamerika veröffentlicht wurde und auch nicht auf Hitmixes zu finden ist. Die restlichen vier Singles schafften es alle in die Top 3 der Canadian Hot 100.
Hitmixes wurde am 25. August 2009 über Universal Music Canada lediglich in Kanada im CD-Format veröffentlicht. Die EP beinhaltet Remixe der vier Hit-Singles in Kanada sowie ein Remix des Titellieds The Fame vom Debütalbum. Zusätzlich wurden zwei Alternativ-Remixe der Lieder Just Dance und LoveGame beigefügt. Im Unterschied zum Debütalbum finden sich zwei Gastsänger auf dem Album: Zum einen Marilyn Manson bei LoveGame und zum anderen der kanadische Rapper Kardinal Offishall. Produziert wurden die Remixversionen von Chew Fu (LoveGame), Space Cowboy (Poker Face), RedOne (Just Dance), Moto Blanco (Paparazzi), Guéna LG (The Fame) und Robots to Mars (Just Dance, LoveGame). Musikalisch sind die Remixe der House-Stilrichtung zuzuordnen, haben aber auch Elemente aus dem Trance.

## Chartplatzierungen
Die Extended Play stieg am 12. September 2009 als Höchstposition in den Canadian Hot 100 auf Platz 8 ein. In der darauffolgenden Woche fiel sie auf Platz 16, bis sie dann nach der dritten Woche von Platz 23 aus den Canadian Hot 100 fiel.

## Rezeption
Da das Album nur in Kanada erschienen ist, hält sich die Zahl der Besprechungen im Rahmen:
Der Kritiker des Calgary Herald war der Ansicht, dass die Remixes der meisten Songs „raffiniert und dekadent“ seien. Auch Dan Rankin vom Blare Magazine, der der EP dreieinhalb von fünf möglichen Sternen gab, kritisierte, dass die Remixe unterschiedlich erfolgreich seien. Er hob insbesondere Kardinal Offishalls Beitrag beim RedOne-Remix von Just Dance hervor; dies und der Chew-Fu-Ghettohouse-Fix-Remix von LoveGame seien die besten Titel der Scheibe.

## Titelliste
| # | Titel      | Remix                                          | Songwriter                       | Länge |
| - | ---------- | ---------------------------------------------- | -------------------------------- | ----- |
| 1 | LoveGame   | Chew Fu Ghettohouse Fix (feat. Marilyn Manson) | Lady Gaga, RedOne                | 5:21  |
| 2 | Poker Face | Space Cowboy Remix                             | Lady Gaga, RedOne                | 4:54  |
| 3 | Just Dance | RedOne Remix (feat. Kardinal Offishall)        | Lady Gaga, RedOne, Aliaune Thiam | 4:19  |
| 4 | Paparazzi  | Moto Blanco Remix (Radio Version)              | Lady Gaga, Rob Fusari            | 4:06  |
| 5 | The Fame   | Glam As You Remix (Radio Version)              | Lady Gaga, Martin Kierszenbaum   | 3:56  |
| 6 | Just Dance | Robots to Mars Mix                             | Lady Gaga, RedOne, Thiam         | 4:38  |
| 7 | LoveGame   | Robots to Mars Remix                           | Lady Gaga, RedOne                | 3:14  |